# Ordre de Guillaume (Hesse-Cassel)

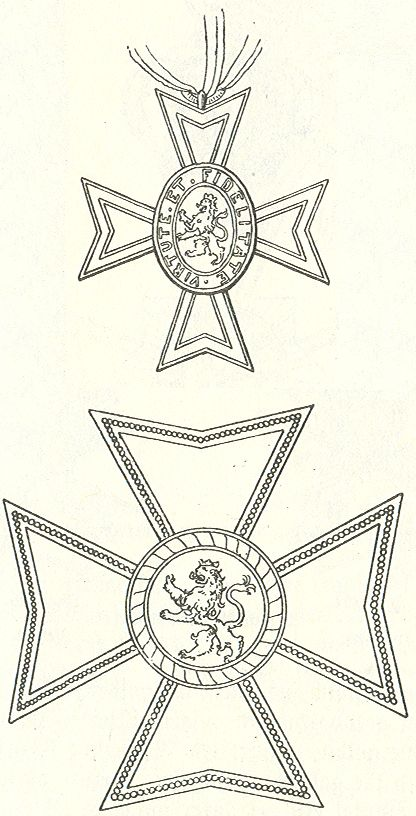
Commandeur de la Croix de Chevalier et Grand-Croix

Pour les articles homonymes, voir Ordre de Guillaume.
L'ordre de Guillaume (en allemand : Wilhelmsorden) est un ordre de chevalerie, institué le 20 août 1851 par le prince-électeur Friedrich Wilhelm I, (en français : Frédéric-Guillaume Ier) comme un ordre civil et militaire du Mérite.

## Histoire
Le 1er août 1866, l'électorat de Hesse-Cassel a été annexée par la Prusse et le 3 octobre de cette même année, les ordres de Hesse-Cassel ont été incorporés dans le système prussien d'honneurs. Le 27 août 1875, le décret a été aboli. Bien qu'il n'y ait pas de nouvelles récompenses par les rois de Prusse à l'époque 1866-1875, le prince-électeur exilé Friedrich Wilhelm I a décerné l'ordre environ 8 fois jusqu'à sa mort en 1875.

## Attribution
Au total, la commande a été décernée plus de 450 fois dans les 16 années de son existence.

## Description
La médaille de l'Ordre, se compose d'une croix de Malte d'or émaillé blanc, au centre de laquelle se trouve un médaillon avec un lion couronné entouré par la devise de l'ordre, Virtuti et Fidelitate.
Le ruban est pourpre bordée d'une bande blanche de chaque côté.

## Catégories
L'ordre de Guillaume de Hesse-Cassel était composé de trois grades inférieurs à l'ordre du Lion d'or et une grand-croix a été ajouté.
L'ordre de Guillaume de Hesse-Cassel est donc divisé en quatre classes :
- Chevalier de la grand-croix
- Commandeur de 1re classe
- Commandeur de 2e classe
- Chevalier

## Sources
- (en) Cet article est partiellement ou en totalité issu de l’article de Wikipédia en anglais intitulé « Wilhelmsorden » (voir la liste des auteurs).